# Microporellus grandiporus
Microporellus grandiporus är en svampart som beskrevs av Corner 1987. Microporellus grandiporus ingår i släktet Microporellus och familjen Polyporaceae.   Inga underarter finns listade i Catalogue of Life.